# Lunda, Uppsala kommun
Lunda är en bebyggelse sydväst om Västeråkers kyrka i Västeråkers socken i Uppsala kommun. Från 2015 avgränsar SCB här en småort.